# Richard Plantagenet, Công tước thứ 3 xứ York
Richard Plantagenet, Công tước thứ 3 xứ York (21 tháng 9 năm 1411 - 30 tháng 12 năm 1460), còn được gọi với cái tên Richard xứ York, là một quý tộc quyền lực hàng đầu nước Anh, ông còn là chắt của Vua Edward III thông qua cha và cả mẹ mình. Ông được thừa kế các điền trang rộng lớn và phục vụ trong các triều đình ở Ireland, Pháp và Anh, những quốc gia mà ông cai quản với tư cách là Bảo hộ công trong thời kỳ vua Henry VI lên cơn nổi điên. Những xung đột của ông với vương hâu Anh thời bấy giờ là Marguerite d'Anjou, Vương hậu Anh cũng như các thành viên khác trong triều đình của Henry, cộng thêm việc tranh giành ngai vàng của ông chính là những yếu tố hàng đầu trong cuộc chính biến của nước Anh vào giữa thế kỷ 15, và là nguyên nhân chính của cuộc Chiến tranh Hoa Hồng thảm khốc. Richard dù đã nỗ lực cố gắng giành lấy ngai vàng nhưng đã không bao giờ thành công. Tuy đạt được thỏa thuận ông sẽ trở thành vua sau cái chết của Henry, nhưng trong vòng vài tuần sau khi bảo đảm được thỏa thuận này, ông lại qua đời trong một trận chiến. Hai người con trai của ông, Edward IV và Richard III sau đó đều lên ngôi.